# فرهنگ آثار ایرانی–اسلامی
فرهنگ آثار ایرانی–اسلامی دانشنامه‌ای ناتمامِ فارسی است که اواخرِ قرنِ چهاردهمِ هجریِ خورشیدی در ایران منتشر شد. این دانشنامه در حرفِ س متوقّف شد و جلدِ چهارم واپسین جلدِ منتشرشده‌اش شد.